# 嘉禾乡 (江城县)
嘉禾乡，是中华人民共和国云南省普洱市江城哈尼族彝族自治县下辖的一个乡镇级行政单位。

## 行政区划
嘉禾乡下辖以下地区：
江西村、联合村、李仙村、巴嘎村、平掌村、明子山村、洛洒村、隔界村、南旺村和中会村。